# Бэррон (водопад)
Бэ́ррон (англ. Barron Falls; абор. Дин-Дин) — водопад типа «крутой многоярусный каскад» в регионе Дальний Север Квинсленда (плато Атертон, зона «Влажные тропики Квинсленда», штат Квинсленд, Австралия). Находится на территории национального парка Бэррон-Гордж на реке Бэррон.

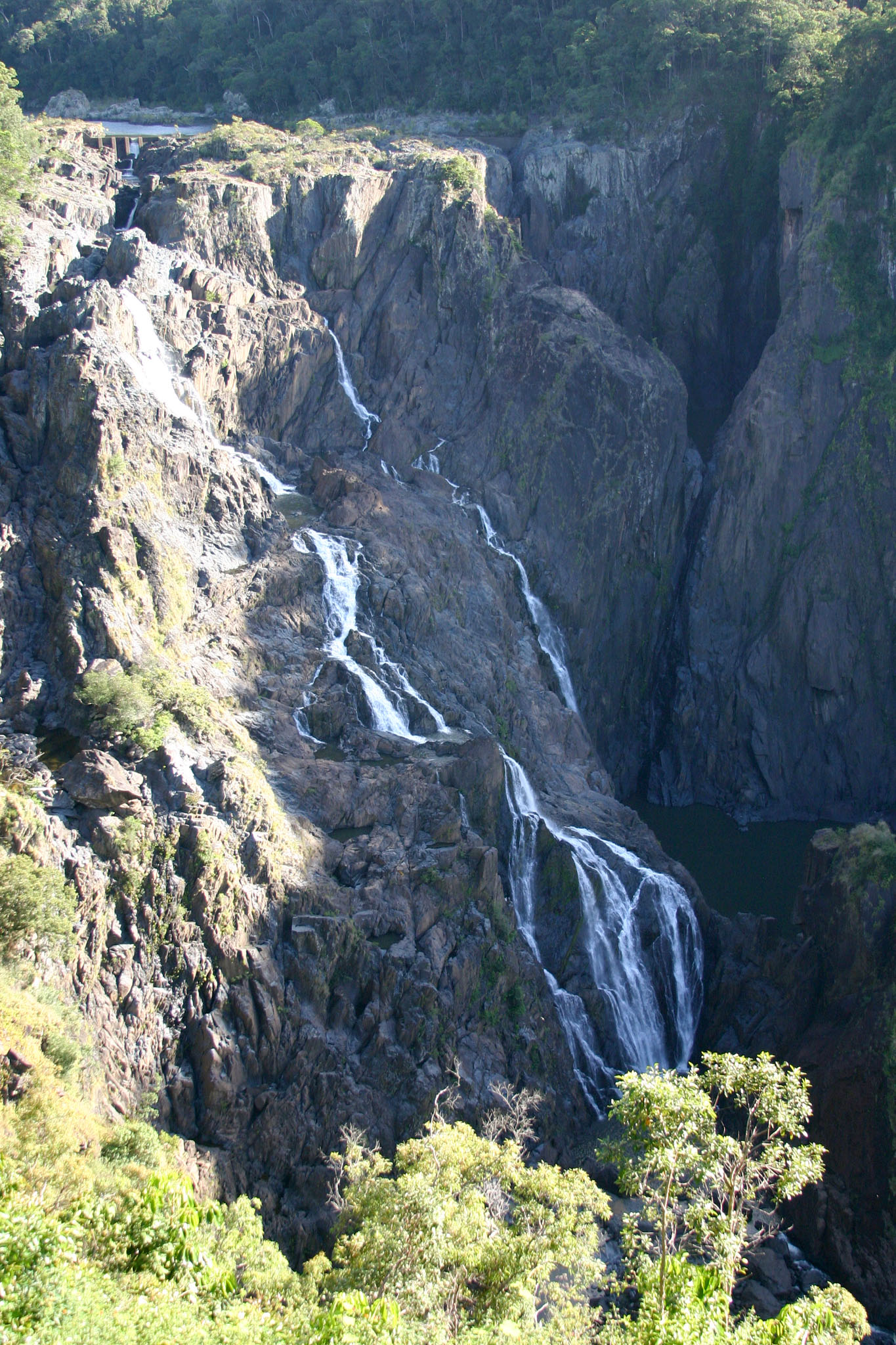
Фото июля 2005 года, в сухой сезон

Средняя ширина водопада составляет 137 метров, в сезон дождей она может увеличиться до 259 метров, общая высота падения воды — 125 метров, в том числе высота основной части — 107 метров. В сухой сезон водопад представляет собой несколько тонких струек, особенно после возведения на реке в 1963 году ГЭС «Бэррон-Гордж».
До водопада можно добраться по шоссе Кеннеди от городка Куранда (чуть более одного километра по прямой). Мимо водопада проложены туристическая железная и подвесная канатная дороги. Водопад Бэррон является признанной туристической достопримечательностью с 1890-х годов.
Своё название водопад получил в честь Томаса Генри Боумена Бэррона, начальника полиции Брисбена в 1860-х годах.
В 2009 году, в рамках празднования «150 лет Квинсленду», водопад Бэррон занял 12-е место из 15 в категории «Природные достопримечательности» списка «150 культурных икон Квинсленда».